# 우이

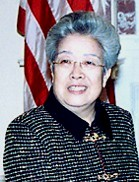
우이

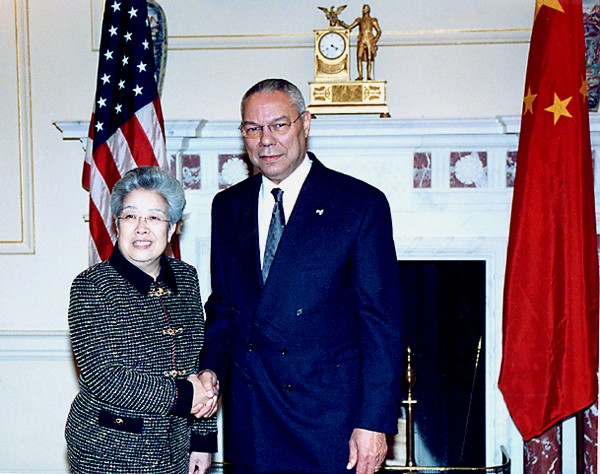
우이와 미국 국무부 장관 콜린 파월

우이(중국어 간체자: 吴仪, 정체자: 吳儀, 병음: Wú Yí, 오의, 1938년 11월 17일 ~ , 중화인민공화국, 허베이성, 우한시)는 중화인민공화국 국무원에서 네 명의 부총리 가운데 하나였으며, 2008년 3월까지 중화인민공화국 경제를 감독하였다. 중화인민공화국의 언론에서는 "철낭자"로 알려져 있다.
1938년 허베이성 우한에서 태어나, 1962년 중국 석유 대학 (中国石油大学) 석유정제학과를 학사 학위하였다. 그 후, 중국 공산당에 입당했으며, 란저우와 베이징의 석유 공장에서 26년간 일했는데, 특히 정유공장에서 일하던 시절에는 트랙터와 불도저 운전 기술을 익혀 직접 몰기도 하였다. 1988년 베이징의 부시장에 취임하면서 정계에 진입했으며, 1991년 국무원 대외경제 무역부 부부장 (차관) 겸 당 조직 부서기가 되었다. 1993년 대외 무역부 경제 합작부 부장 겸 당 조직 서기가 되었다.
1997년 제15회 당 대회에서 중앙 정치국 후보 위원, 1998년 국무위원 (부총리급), 2002년 제16회 당 대회에서 중앙 정치국 위원이 되면서 순조로운 출세의 길을 걸었으며, 중화인민공화국의 세계 무역 기구 가입에 기여한 공적이 인정되어 2003년, 무역·상무·위생을 담당하는 국무원의 부총리에 임명되었다.
2002년 ~ 2003년 중증 급성 호흡기 증후군(SARS)이 중화인민공화국을 덮치면서, 2003년 신설된 국무원의 SARS 예방부 총지휘를 겸임했으며, 같은 해 SARS 문제 은폐로 해임된 장원캉 (張文康)의 뒤를 이어 위생부 부장을 겸임하였다. 2004년 새로 성립된 에이즈 예방 공작 위원회 주임도 겸했으며, 2005년 위생부장에서 물러났다.
제16기 중국 공산당 중앙위원회의 유일한 여성 정치국 위원이었으며, 2004년, 2005년, 2007년 미국의 포브스 지가 선정한 세계에서 가장 영향력 있는 여성 100인 순위 2위, 2006년에는 3위에 선정되었다.
2007년 국무원 상무 부총리였던 황쥐의 중태 관련 등에 따라 그의 직무를 계승했으며, 그 해 황쥐의 사망으로 부총리 서열 제1위가 되었다. 같은 해 제17회 당 대회에서 제17기 중앙위원 명부에 이름이 실리지 않음에 따라 은퇴가 확정되었다. 은퇴 후에는 명예직을 포함해 어떠한 직무에도 오를 생각이 없다는 의견을 표명하였다.